# Кириленко, Леонид Владимирович
Леонид Владимирович Кириленко (29 июля 1945—2007) — советский футболист, защитник. Мастер спорта СССР.
Всю карьеру провёл в команде первой лиги «Энергетик»/«Памир» Душанбе в 1964—1980 годах. За 17 сезонов сыграл 563 игры, забил 43 мяча.
Работал тренером в «Памире» (1981), «Пахтакоре» Курган-Тюбе (1983), других командах.